# Turdoides gymnogenys
Turdoides gymnogenys е вид птица от семейство Leiothrichidae.

## Разпространение
Видът е разпространен в Ангола и Намибия.